# Franco Trappoli
Franco Trappoli (Orvieto, 5 novembre 1947) è un politico italiano, deputato per due legislature e sindaco di Fano dal 1980 al 1983.
Già segretario provinciale del Psi nelle Marche, è stato sindaco di Fano dal 1980 al 1983 e deputato per due legislature nella IX e XI legislatura della Repubblica Italiana.
Raggiunse una certa popolarità per il fatto di essere stato l'unico parlamentare di religione buddista.